# Stephan Körner (Philosoph)

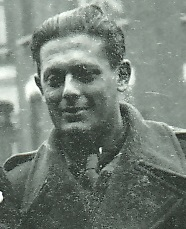
Stephan Körner (1944)

Stephan Körner (* 26. September 1913 in Ostrau; † 17. August 2000 in Bristol) war ein Philosoph, der sich auf die Werke Immanuel Kants und die Philosophie der Mathematik spezialisiert hatte.

## Leben
Körners Vater war Altphilologe. Seine Familie war jüdischen Glaubens. Auf Wunsch des Vaters studierte Körner zunächst Jura an der Karls-Universität in Prag. Nach Abschluss des Studiums und der Promotion im Jahr 1935 leistete er bis 1939 Militärdienst in der Tschechoslowakei. Aufgrund des Einmarsches deutscher Truppen nach Böhmen und Mähren emigrierte Körner 1939 nach Großbritannien. Dort trat er in die Exil-Armee der Tschechoslowakei ein und nahm 1940 an dem Kampf um Frankreich teil. Danach begann er in Cambridge ein Studium der Philosophie bei Richard Bevan Braithwaite, wo er auch Ludwig Wittgenstein hörte. 1943 trat er erneut in die tschechische Armee ein und nahm am Frankreich-Feldzug teil. Seine Promotion in Philosophie erfolgte 1944. Kurz danach heiratete er Edith Laner (Edita Leah Löwy), die ebenfalls aus der Tschechoslowakei stammte und später durch die Einführung der EDV im Gesundheitswesen Großbritanniens bekannt wurde. 
Nach dem Krieg arbeitete Körner zunächst als Deutschlehrer an der Cardiff University. Im Jahr 1947 erhielt er eine Stelle als Dozent an der University  of Bristol, wo er 1952 auf einen Lehrstuhl berufen wurde. Diese Stelle hielt er bis zu seiner Emeritierung 1979 inne. Körner hatte Gastprofessuren an der Brown University (Providence/Rhode Island, 1957), Yale University (1960 und 1970), University of Carolina (Chapel Hill, 1963), Texas University (1964) und Indiana University (1967). Von 1970 bis 1979 lehrte er sowohl in Yale als auch in Bristol, danach bis 1984 vollständig in Yale. Von 1980 bis 1989 war er zudem als Gastprofessor an der Universität Graz tätig. Körner erhielt die Ehrendoktorwürde der Queen’s University of Belfast (1981) und der Universität Graz (1986). Zum Ehrenmitglied (honory fellow) wurde er in Bristol 1987 und in Cambridge 1991 ernannt. Seit 1967 war er Mitglied (Fellow) der British Academy.
Nach einer Diagnose von Lungenkrebs im fortgeschrittenen Stadium bei Edith Körner nahm sich das Ehepaar gemeinsam das Leben.
Er ist der Vater des Mathematikers Thomas William Körner.

## Schriften
- Kant. 1955. (deutsch: Vandenhoeck & Ruprecht, Göttingen 1967)
- Conceptual Thinking. 1955.
- (Hrsg.) Observation and Interpretation: A symposium of philosophers and physicists. 1957.
- The Philosophy of Mathematics. 1960.
- Experience and Theory. 1966.
- What is Philosophy? 1969.
- Categorial Frameworks. 1970.
- (Hrsg.) Practical Reason. 1974.
- (Hrsg.) Explanation. 1976.
- (Hrsg.) Philosophy of Logic, 1976
- Experience and Conduct. 1976.
- Metaphysics: Its structure and function. 1984.